# Баррі Мабботт
Баррі Мабботт (англ. Barrie Mabbott, 19 листопада 1960) — новозеландський академічний веслувальник.
Бронзовий призер Олімпійських Ігор 1984 року в складі розпашної четвірки зі стерновим.
Срібний призер Ігор Співдружності 1986 року в складі розпашної двійки без стернового, бронзовий призер 1986 року в складі вісімки.
Чемпіон світу 1983 року в складі вісімки.